# Бъркачево
Бъркачѐво е село в Северозападна България. То се намира в община Бяла Слатина, област Враца.
Счита се, че името на селото произтича от „бъркач“ – народен лечител, който е „бъркал“ в болно гърло, за да изцери болният с лековити съставки.

## География
Село Бъркачево е едно от десетките села, разположени в промеждутъка между Стара планина и Дунав. Административно-географски се намира в община Бяла Слатина. Селото е разположено около двата бряга на река Скът. Характерни са предимно черноземите почви. В стопанско отношение са застъпени зеленчуковите култури-домати, краставици и лук. Произвеждат се и дини и пъпеши, грозде, в по-малка степен праскови, сливи, кайсии. Развито е и битовото винарство.

## История
Бъркачево е старо селище, въпреки че за него все още няма преведени османски документи. При изкопни работи за строежа на читалищната сграда e открито средновековно гробище, в което погребенията са извършени по християнски обичай и намерените при тях бронзови гривни и пръстени показват недвусмислено XII — XIV в. Останките от средновековното селище са в близките на гробището дворове. 
През XVIII в. турската власт заселва в Бъркачево десетина семейства българомохамедани от Ловешко. През 1876 г. българомохамеданите в Бъркачево живеели в 18 къщи и били 48 жители (броени са само мъжете), но след Освобождението постепенно се изселват в Анадола. Към 1893 година в селото са останали само 2 помаци.
При избухването на Балканската война в 1912 година един човек от Бъркачево е доброволец в Македоно-одринското опълчение.
На 4 март 1923 г. в село Бъркачево на открито място се състои околийско събрание с 230 души делегати на Земеделските дружби от избирателната колегия на бившия земеделски министър Константин Томов. Сред ораторите е Стоян Калъчев, а събранието утвърждава решението на върховния съюз за изключването на Томов от БЗНС.

## Население
Преброяване на населението през 2011 г.
Численост и дял на етническите групи според преброяването на населението през 2011 г.:
|                     | Численост | Дял (в %) |
| Общо                | 707       | 100.00    |
| Българи             | 435       | 61.52     |
| Турци               | 0         | 0.00      |
| Цигани              | 200       | 28.28     |
| Други               | 0         | 0.00      |
| Не се самоопределят | 0         | 0.00      |
| Неотговорили        | 70        | 9.90      |

## Културни и природни забележителности
Името на селото не е случайно. Най-знатният човек на селото, още преди повече от 400 години е бил Иван Бъркача, на когото е кръстено Бъркачево. Първоначално селището се е намирало в по-високата част на Дунавската равнина. След голяма чумна епидемия, то се премества на сегашното си местоположение.

## Кухня
Изключителна е кухнята на бъркачевчани. Освен невероятната супа от пиле и джанки, селото е особено популярно с пилето по „бабино Росинкино“. То представлява комбинация от накъсано на порции печено пиле и задушени домати и чушки. Няма по-вкусна от бъркачевската питка, изпечена под капака на старото огнище.

## Личности
- Гано Иванов (1926-2001), български офицер, генерал-майор